# Кабанье (Крутинский район)
Каба́нье — деревня в Крутинском районе Омской области, входит в состав Китерминского сельского поселения.

## История
Основана в 1806 году. В 1928 году деревня состояла из 169 хозяйств, основное население — русские. В административном отношении являлась центром Кабаньевского сельсовета Крутинского района Омского округа Сибирского края.

## Население
| 2010 |
| ---- |
| 28   |

## Улицы
В деревне имеется одна улица — Зелёная.